# Исмаилия (област)
Исмаилия (на арабски: الإسماعيلية) е мухафаза в Северен Египет, включваща северната част на Суецкия канал. Граничи с областите Порт Саид на север, Северен Синай на изток, Суец на юг и Суец и Шаркия на запад. Административен център е град Исмаилия.